# Stonewall Shooting Sports of Utah
O Stonewall Shooting Sports of Utah é um grupo de defensores dos direitos às armas em Utah. Apoia a ideia do Pink Pistols que foi descrita nacionalmente em 2000 pelo escritor Jonathan Rauch para o uso legal, responsável e seguro de armas para sua autodefesa, recreação e tiro esportivo. Centenas de apoiadores, incluindo lésbicas, gays, bissexuais e transgêneros (LGBT), juntaram-se ao grupo desde 2002, quando foi fundado pelo ativista gay de Utah, David Nelson.